# Tatsuki Kobayashi
Tatsuki Kobayashi (小林 竜樹 Kobayashi Tatsuki?), född 5 maj 1985 i Tochigi prefektur, är en japansk fotbollsspelare.
Kobayashi började sin karriär 2008 i Shonan Bellmare. 2009 blev han utlånad till Thespa Kusatsu (Thespakusatsu Gunma). Han gick tillbaka till Shonan Bellmare 2010. 2011 flyttade han till Thespakusatsu Gunma. Han avslutade karriären 2018.